# マスラヲコミッショナー
マスラヲコミッショナーは、日本のロックバンド。パンク・ロックに属する。2007年12月31日に解散した。

## メンバー
- 遠藤真志（ボーカル、ギター）※現在はusual O.K.というバンドで活動中[1]
- 宇野元英（ベース）※現在はTHE STAND UPの太田タケヒロとともにNANISAMA?というバンドで活動中[2]、2019年 - FMクマガヤ局長。[3][4]
- 近藤隆（ドラム）

## 来歴
1998年夏、バンド結成、初ライブを行う。 その後一年間ほど、ゆっくりとマイペースなライブを続ける。
1999年秋頃から自主制作によるカセット・テープ200本の販売と共に、新宿・高円寺を中心として精力的にライブを開始する。 そして、この何気なく制作したカセット・テープがマスラヲコミッショナーのその後の活動を大きく変えていく事になる。
その後自主制作のテープはクチコミでの広がりで、翌2000年夏までに一万本を完売。 そして人づてにテープはプロ・スノーボーダーの手に渡り、スノーボード・ビデオへ楽曲を提供を機に注目度は増々加速していく。
2001年4月、満を持してファースト・マキシシングルをリリース。ノンプロモーションながら、店頭とライブで順調に数字が伸びていった。
2001年9月にはセカンド・マキシシングルをリリースし、初の全国50か所ツアーを敢行。
前年に引き続きスノーボード・ビデオに、再び楽曲を提供。 
2002年10月16日、満を持して初のアルバム「黒盤」（くろばん）をリリース。 黒盤ツアーでは全国約80か所でライブ。オリコンインディーチャートでは最高4位ではあったものの、 約半年間チャートに名を連ねた。
アンケートをはじめとし、ライブでも熱狂的支持を受けアルバム収録曲「リーチ」を未発表の2曲を加えて同年3月26日にシングルカットをする。
2003年12月22日 5枚目シングル「ランナー／唄っておくれ」発売。これはアルバム発売に先駆けてＴシャツ付5000枚限定で発売という事もあり即完売となった。
2004年1月10日　日本初上陸、世界最大のパンクフェスティバル「WARPED TOUR'04 WINTER」に参加。 2004年1月21日、満を持してセカンドアルバム「BEE ROCK!!」発売。
2004年4月21日 6枚目シングル「暁の頃」発売。AX MUSIC TV00 voice&music#003 タイアップ決定に伴い、セカンドアルバム「BEE ROCK!!」よりシングルカット。
2004年6月9日 マスラヲコミッショナーDVD発売。ファーストシングル発売より彼等が駆け抜けた3年間の軌跡を完全パッケージ。 代表曲「追風」PVをはじめ、迫力のライブ映像、秘蔵映像など見応えのあるマスラヲ初の映像作品。
同日、渋谷O-WESTにてBEE ROCK!!ツアーファイナルを東京初ワンマンSOLD OUTで飾る。
2004年7月31日 満を持して韓国初上陸。韓国のパンクバンドGUM'Xの招待を受け「GUM'X GREEN FREAKZILLA レコ発」に参加。同時に「KOREA-JAPAN MUSIC FESTIVAL」にてライブを行う。
2004年11月10日、渋谷O-WESTにて再びワンマンライブ。
2004年12月15日、満を持して7枚目シングル「絆飛ぶ」発売。
2005年1月9日、渋谷CLUB QUATTROにてワンマンライブ。
2005年2月23日、満を持してサードアルバム「輩×輩×輩」発売。
2007年12月、公式サイトで解散を発表
リーダーの近藤隆は「メンバーとはこの何ヶ月かをかけてたくさん話しをしてきました。これからの音楽性のこと、メンバー個々の抱えている問題、これからのみんなの生活のこと…抱えていた不安がここにきて一気に出てしまったかのように、たくさんの面から見て、続けていくのか辞めるのかを何ヶ月も考えてきました。そしてこの話に何ヶ月もの時間を費やしていくうちに、マスラヲをやり続けていくというテンションまでもメンバー全員が削ぎ取られ、このような結果に至りました」と解散の理由を述べている。

## 作品

### シングル
|     | 発売日         | タイトル                | 規格品番                                | 収録曲                                                    | 備考                           |
| --- | -------------- | ----------------------- | --------------------------------------- | --------------------------------------------------------- | ------------------------------ |
| 1st | 2001年04月04日 | マスラヲコミッショナー  | DAIP-4009                               | 1. B-29 2. 夕立ち 3. 守る責任があると思うんだ             | D-Area、Inpartmaint Inc.       |
| 2nd | 2001年09月03日 | マスラヲコミッショナー2 | DAIP-4012                               | 1. 追風 2. 希望の人 3. 衰退先進国 4. 叫ばずにはいられない | D-Area、Inpartmaint Inc.       |
| 3rd | 2003年03月26日 | リーチ                  | OMOCD-0002                              | 1. リーチ 2. いっさいがっさい 3. 明日の朝に咲く花を       | オリコン最高104位、登場回数5回 |
| 4th | 2003年07月16日 | 星の番人                | OMOCD-0005                              | 1. 星の番人 2. ミスターオーバー                           | オリコン最高61位、登場回数5回  |
| 5th | 2003年12月22日 | ランナー/唄っておくれ   | OMOCD-9999:初回限定盤 OMOCD-0006:通常盤 | 1. ランナー 2. 唄っておくれ                               | オリコン最高124位              |
| 6th | 2004年04月21日 | 暁の頃                  | OMOCD-0009                              | 1. 暁の頃 2. To You 3. 陽だまり                           | オリコン圏外                   |
| 7th | 2004年12月15日 | 絆飛ぶ                  | OMOCD-0013                              | 1. 絆飛ぶ 2. スクワレナイ少年 3. 若者よ                   | オリコン最高153位              |
| 8th | 2005年11月09日 | クリスマスショー        | OMOCD-0021                              | 1. クリスマスショー 2. 月を逃してしまった                 | オリコン圏外                   |

### アルバム
|      | 発売日         | タイトル                                      | 規格品番   | 収録曲 | 備考                          |
| ---- | -------------- | --------------------------------------------- | ---------- | --- | ----------------------------- |
| 1st  | 2002年10月16日 | 黒盤                                          | OMOCD-0001 | 1. けむり 2. 追風 3. 音ヨ鳴リ届ケ 4. 飛び猿 5. 座して喰らえば山も空し 6. 夕立ち 7. 許してください僕たちを 8. 叫ばずにはいられない 9. リーチ 10. 遠いスライディング 11. B-29 | オリコン最高55位、登場回数7回 |
| 2nd  | 2004年1月21日  | BEE ROCK！！                                  | OMOCD-0007 | 1. 韋駄天 2. ランナー 3. ヒバリ 4. 浅い河を深く渡る様に 5. 星の番人 6. ミスターオーバー 7. to you 8. ごくう 9. 寒椿 10. 唄っておくれ 11. 白と黒の中で 12. 暁の頃 | オリコン最高67位、登場回数5回 |
| 3rd  | 2005年2月23日  | 輩×輩×輩                                      | OMOCD-0017 | 1. 流れゆく季節に 2. ムサシノ 3. 絆飛ぶ(Album mix） 4. そして僕は･･･ 5. 世界樹の下で 6. ひざくりげ 7. 夏の終り 8. さよなら20世紀 9. スクワレナイ少年(Album mix） 10. Wind Cafe 11. ゲーム | オリコン最高179位             |
| 4th  | 2006年10月4日  | 益キング                                      | OMOCD-0029 | 1. bye-bye-bye 2. ハイチーム 3. 最後の声 4. ROCKIN'u.ｆ.o 5. 黄昏れアンサー 6. 父さん母さん | オリコン最高248位             |
| Best | 2006年12月6日  | First Children Movie Sound Collection～山人～ | OMOCD-0031 | 1. 浅い川を深く渡る様に 2. 明日の朝に咲く花を 3. カゼキリ FC MIX 4. 追風 5. 父さん母さん 6. 絆飛ぶ 7. 座して喰らえば山も空し 8. 寒椿 9. rockin'U.F.O. 10. けむり 11. 叫ばずにはいられない 12. 飛び猿 13. B-29 14. 夕立ち 15. B-29（DEMO TRACK 2000.7）(bonus tracks) 16. 夕立ち（DEMO TRACK 2000.7）(bonus tracks) | オリコン最高255位             |
| 5th  | 2007年5月23日  | マスラヲホームラン                            | OMOCD-0036 | 1. カゼキリ(ホームランMIX) 2. 決戦 3. 螺旋の果て 4. もしも世界が明日終わったら 5. B列車に乗って 6. GO!GO! 号！！ | オリコン圏外                  |
| Best | 2008年3月25日  | さよならBEST                                  | OMOCD-0043 | 1. 唄っておくれ 2. TO YOU 3. リーチ 4. 星の番人アコスティックインスト 5. さよなら20世紀 6. 父さん母さん 7. いっさいがっさい 8. 星の番人 9. 絆飛ぶ 10. 遠いスライディング 11. 最後の声 | オリコン圏外                  |

### DVD
|     | 発売日         | タイトル                                | 規格品番   |
| --- | -------------- | --------------------------------------- | ---------- |
| 1st | 2004年06月09日 | マスラヲコミッショナーDVD               | OMODV-10   |
| 2nd | 2005年11月09日 | Live Archive 04-05 -益荒男どもが夢の音- | OMODV-0023 |

### 参加作品
| 発売日         | タイトル                                       | 規格品番  | 収録曲                                           | 備考                                           |
| -------------- | ---------------------------------------------- | --------- | ------------------------------------------------ | ---------------------------------------------- |
| 2003年03月15日 | THE 青春PUNK/ROCK                              | STCR-22   | 18.座して喰らえば山も青し                        | カルチュア・パブリッシャーズ/STAND OUT RECORDS |
| 2003年05月21日 | PUNK ROCK CAMP！！3                            | RUCI-2006 | 13.けむり 14.音ヨ鳴リ届ケ                        | imc records                                    |
| 2003年06月04日 | PUNK CHIPS                                     | TPD-001   | 2.追風                                           | TADPOLE DISC                                   |
| 2006年01月18日 | WHITE OUT 2 ～real snowboarder's compilation～ | FLCF-4089 | 14.絆飛ぶ                                        | FOR LIFE MUSIC ENTERTAINMENT                   |
| 2006年12月06日 | WHITE OUT 3 ～real snowboarder's compilation～ | FLCF-4166 | 12.父さん母さん                                  | FOR LIFE MUSIC ENTERTAINMENT                   |
| 2006年12月20日 | FC 楽曲集 5                                    | PP-004    | 3.カゼキリ(FC-MIX) 10.rockin UFO 15.父さん母さん | PORSER'S PRODUCTIONS                           |

## ミュージックビデオ
| 監督                        | 曲名                       |
| ササハラリョウタ            | 「世界樹の下で」「絆飛ぶ」 |
| ササハラリョウタ / 大橋弘典 | 「暁の頃」                 |
| 遠間善一                    | 「星の番人」               |
| とーま & パッツン           | 「ランナー」               |